# Atrocolus mariahelenae
Atrocolus mariahelenae là một loài bọ cánh cứng trong họ Cerambycidae.